# Кордилина
Кордилина (лат. Cordyline) — род растений семейства Спаржевые (Asparagaceae). Название рода от греческого cordylle — желвак, узел, шишка, по наличию шишковидных вздутых, мясистых корней.

## Описание
Деревья, кустарники или полукустарники, образующие поросль. Корни клубневидные, толстые, мясистые.
Листья сидячие, узко- или широколинейные, ланцетные, мечевидные, длинные.
Соцветие — метёлка. Цветки мелкие, красные, белые и лиловатые.

## Распространение и экология
Ареал охватывает тропические и субтропические области Азии, Австралии и Америки.

## Систематика
По информации базы данных The Plant List, род включает 26 видов.
- Cordyline angustissima K.Schum.
- Cordyline australis (G.Forst.) Endl. — Кордилина южная
- Cordyline banksii Hook.f. — Кордилина Банкса, или Кордилина Бэнкса
- Cordyline cannifolia R.Br.
- Cordyline casanovae Linden ex André
- Cordyline congesta (Sweet) Steud.
- Cordyline forbesii Rendle
- Cordyline fruticosa (L.) A.Chev. — Кордилина кустарниковая
- Cordyline × gibbingsiae Carse
- Cordyline indivisa (G.Forst.) Endl. — Кордилина неразделенная
- Cordyline lateralis Lauterb.
- Cordyline ledermannii K.Krause
- Cordyline manners-suttoniae F.Muell.
- Cordyline × matthewsii Carse
- Cordyline mauritiana (Lam.) J.F.Macbr.
- Cordyline minutiflora Ridl.
- Cordyline murchisoniae F.Muell.
- Cordyline neocaledonica (Baker) B.D.Jacks.
- Cordyline obtecta (Graham) Baker
- Cordyline petiolaris (Domin) Pedley
- Cordyline pumilio Hook.f.
- Cordyline racemosa Ridl.
- Cordyline rubra Otto & A.Dietr. — Кордилина красная
- Cordyline schlechteri Lauterb.
- Cordyline sellowiana Kunth
- Cordyline stricta (Sims) Endl. — Кордилина прямая